# Fiddletown (Kalifornija)
Fiddletown je naseljeno područje za statističke svrhe u američkoj saveznoj državi Kalifornija. Prema popisu stanovništva iz 2010. u njemu je živjelo 235 stanovnika.